# Плутон (крайцер, 1929)
Вижте пояснителната страница за други значения на Плутон.
Плутон (на френски: Le Pluton) е крайцер – минен заградител на ВМС на Франция от времето на Втората световна война. Става първият френски военен кораб загинал в хода на тази война.

## История на създаването
Проектирането на крайцер – минен заградител Франция започва през 1922 г. Проектът се създава от британския крайцер – минен заградител „Адвенчър“ и с оглед на това обстоятелство, че към този момент френския флот въобще няма специализирани кораби от такъв клас. Проектът първоначално се нарича бързоходен минен заградител. Поставена е задачата да се създаде кораб способен да носи 250 мини и да ги доставя със скорост от 30 възела, което би позволило да се извършват активни минирания при вражеските брегове.
Построяването на кораба е заложено в корабостроителната програма за 1925 г., одобрена от Националното събрание на 13 юли 1925 г. Поръчката за строителство е дадена на арсенала на Лориан на 26 август 1926 г. Стойността на строежа съставлява 102 671 658 франка.

## История на службата
„Плутон“ е предаден на флота на 13 май 1930 г., но неговите официални изпитанията започват едва на 10 март 1931 г. Към службата си кораба пристъпва на 15 ноември 1931 г., но формално е зачислен в състава на флота на 25 януари 1932 г. В хода на службата крайцерът никога не е използван как минен заградител. Машините на „Плутон“ веднага демонстрират ненадеждната си работа, за това още през 1932 г. е предложено той да се преоборудва в учебен кораб.
От 24 октомври 1932 г. до 27 април 1933 г. „Плутон“ преминава преоборудване в арсенала на Тулон в учебно-артилерийски кораб. След това той е включен в състава на Учебната дивизия на флота, базирана в Тулон. Лятото на 1936 г. крайцерът прави поход до Балеарските острови. След разформироването на Учебната дивизия „Плутон“ е, на 1 октомври 1938 г., включен в състава на артилерийския дивизион на Учебната ескадра. През май на 1939 г., е преведен в Атлантическия флот, където той първоначално се числи в състава на 7-ма дивизия крайцери заедно с крайцера „Жана д’Арк“, но през август 1939 г. и двата кораба са преведени в 5-та дивизия крайцери. Предполага се, че от 1 юни 1940 г. „Плутон“ окончателно ще стане учебен кораб. При това се планира преименуването му на „Ла Тур д’Оверн“ (на френски: La Tour d’Auvergne).
На 2 септември 1939 г. „Плутон“ отплава от Тулон за Казабланка със 125 мини на борда. Задачата на крайцера е постановката на отбранителни минни заграждения на подходите към порта. В Казабланка „Плутон“ пристига на 5 септември 1939 г. Утрото на 13 септември 1939 г., при снаряжаването на мините, на борда на кораба, близко към неговата кърмова част, става взрив. Възникналият в резултат на това пожар води до нови взривове на мини и боезапаса на кърмовите 138 mm оръдия. Крайцерът засяда на дъното на залива, но палубата на полубака остава над водата и там пожарът продължава още 18 часа. Като резултат, кораба получава тежки повреди в кърмовата част на корпуса. Загубите сред екипажа съставят 186 души убити, включая командира на крайцера, а също 73 ранени. На брега са убити 21 души, още 26 получават ранения. От взривовете щети има и по два стоящи редом тралчика.
Така, „Плутон“ става първият френски кораб, загинал през Втората световна война. Официално той е изключен от състава на флота на 23 юни 1940 г. Крайцерът е разкомплектован на място през 1952 г.

## Оценка на проекта
Крайцерът-минен заградител „Плутон“ няма проверка в реални бойни действия, загивайки в самото начало на войната без въздействие с неприятеля. Но оценявайки самата концепция за крайцера-минен заградител, следва да се признае, че тя на практика се оказва неудачна. Самата идея за кораб с умерена скорост, предназначен за активни минни постановки не издържа на проверката на времето. Мините при вражеските брегове е къде по-ефективно да се поставят от обикновени крайцери и разрушители, обладаващи висока скорост, при това тяхната скромна минна вместимост не се счита за недостатък. Така, „Плутон“ едва ли може да бъде използван по прякото си предназначение, а за отбранителните минни постановки стават и къде по-малко скъпи кораби. В резултат, „Плутон“ се оказва безполезен, като цяло, кораб, тъй като неговата скромна скорост и слабо въоръжение не оставя много варианти за ефективното му използване в боя. С оглед ненадеждната силова установка, е неудивително, че по-голямата част от своята кариера „Плутон“ провежда в ролята на учебен кораб и е умерено полезен в тази си роля.